# بهشت حتماً همین است
بهشت حتماً همین است (انگلیسی: It Must Be Heaven) فیلمی به کارگردانی ایلیا سلیمان است که در سال ۲۰۱۹ منتشر شد. این فیلم برای رقابت در بخش اصلی جشنواره کن ۲۰۱۹ انتخاب شد.